# Sharbīt
Sharbīt (persiska: شيربيت, شربيت, Shīrbīt) är en ort i Iran.   Den ligger i provinsen Östazarbaijan, i den nordvästra delen av landet, 500 km nordväst om huvudstaden Teheran. Sharbīt ligger 1 834 meter över havet och antalet invånare är 140.
Terrängen runt Sharbīt är huvudsakligen kuperad, men åt nordost är den bergig. Sharbīt ligger uppe på en höjd. Runt Sharbīt är det ganska glesbefolkat, med 27 invånare per kvadratkilometer. Närmaste större samhälle är Chol Qeshlāqī, 7,3 km söder om Sharbīt. Trakten runt Sharbīt består i huvudsak av gräsmarker.